# سیرو دارینو
سیرو دارینو (انگلیسی: Siro Darino؛ زادهٔ ۱ سپتامبر ۱۹۷۶) بازیکن فوتبال اهل آرژانتین است.
از باشگاه‌هایی که در آن بازی کرده‌است می‌توان به باشگاه فوتبال هرکولس، باشگاه فوتبال جیمناسیا لاپلاتا، باشگاه فوتبال لاس پالماس، و باشگاه فوتبال ختافه اشاره کرد.